# Chimarra pilosella
Chimarra pilosella är en nattsländeart som beskrevs av Navás 1932. Chimarra pilosella ingår i släktet Chimarra och familjen stengömmenattsländor. Inga underarter finns listade i Catalogue of Life.